# Искрена браћа
Искрена браћа или братство искрености (арап. اخوان الصفا Ikhwân al-Safâ) је била мистериозна школа арапске филозофије која се наслањала на питагоровски филозофски систем. Настала је око око половине четвртог муслиманског века (око 970) у Басри.

## Историјат
Искрена браћа (Ikhwân), који су имали огранак у Багдаду, основали су не само филозофско него и религиозно-политичко удружење с ултра-шиитским, можда исмаилитским програмом и били су противници постојећег политичког поретка, којег су они, очигледно, намеравали срушити тиме што би поткопали савремени народни духовни систем и религијска веровања. Због тога се појављује нејасноћа која обавија њихову делатност и њихово чланство.

## Сачувана дела
Збирка њихових посланица Rasa'il, уређена на енциклопедијски начин, дошла је до нас. Диетерици је издао и превео велики део текста у свом делу Die Philo¬sophie der Araber, 16 vol. (Leipzig i Leyden, 1858—1859). Последње оријентално издање је издање Kayr-al-Dina al-Ziriklija, 4 vol. (Cairo, 1928). Она за сараднике има некаква нејасна и опскурна имена. Посланица има педесет и две и оне расправљају о математици, астрономији, географији, музици, етици, филозофији, обухватајући збир целокупног знања за које се претпостављало да га је образован човек тога времена требало да стекне. Првих педесет и једна посланица поступно служе као увод последњој, која је збир свих наука. Језик посланица показује да је арапски у ово време већ био дорастао да изражава научну мисао у њезиним најразличитијим аспектима.

## Утицаји
На Ал-Газалија су знатно утицали списи Искрене браће, а њих је брижљиво употребљавао и Râshid al-Dîn Sinân ibn-Sulaymân, поглавица асасина у Сирији. Када је у Багдаду био abu al-Alâ' al-Ma'arri, велики сиријски песник—филозоф, он је похађао састанке удружења, који су се одржавали петком. Abu-Hayyân al-Tawhïdi (+ 1023), чувени mu'tazilit, који је с al-Râwandijem (+ 915) и с al-Ma'arrijem (+ 1057) образовао тријумвират архијеретика у исламу, био је ученик ако не активни члан овога братства.